# Bernhard II. von Droste zu Hülshoff
Bernhard II. von Droste zu Hülshoff (* 1542; † 1624) war der sechste und letzte Bürgermeister der Stadt Münster aus der Familie Droste zu Hülshoff und Gutsbesitzer von Burg Hülshoff. In seiner 14-jährigen Amtszeit als Erster Bürgermeister kämpfte er selbstbewusst für die Autonomie der gemischt-konfessionellen Stadt gegenüber den Fürstbischöfen Ernst von Bayern und Ferdinand von Bayern als Landesherren.

## Leben

### Herkunft und Familie

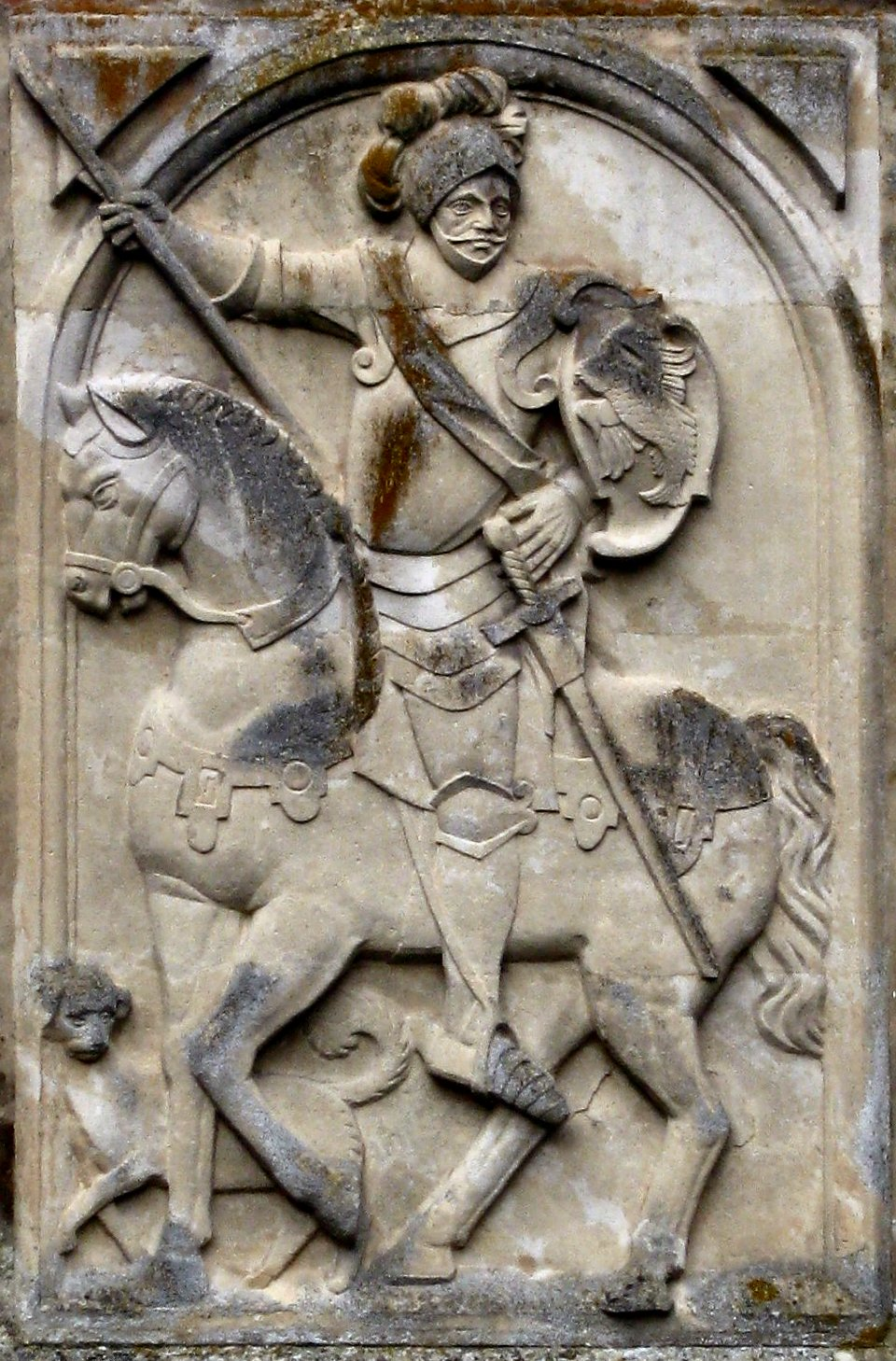
Heinrich I. von Droste zu Hülshoff (1500–1570), Reiterrelief Burg Hülshoff

Bernhard II. von Droste zu Hülshoff wurde vermutlich auf Burg Hülshoff als Sohn von Heinrich I. von Droste zu Hülshoff (1500–1570) und seiner Frau Anna von Steveninck zu Möllenbeck als sechstes von zehn Kindern geboren und gehörte der 13. Generation seines Geschlechts an. Sein Vater war – als Lehnsmann des Bischofs Franz von Waldeck – mit einem Reisigen und fünf Pferden am 24. Juni 1535 an der Befreiung der Stadt Münster aus der Hand der Täufer beteiligt gewesen; als Ritter ist er auf einem Relief an der Burg Hülshoff abgebildet. Ein zeitgenössischer Verwandter von Bernhard II. war der Geistliche Everwin Droste. Bernhard II. war u. a. der Ur-Ur-Ur-Ur-Urgroßvater väterlicherseits der Dichterin Annette von Droste-Hülshoff.

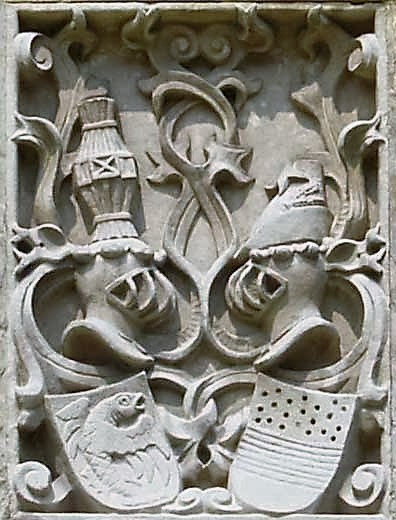
Allianzwappen Droste-Hülshoff u. Travelmann Burg Hüshoff

Bernhard soll ein ansehnlicher Mann mit blonden Haaren und einem rötlichen Bart und ein Mann von scharfem Verstand und einnehmendem, aber festem Charakter gewesen sein, jedoch in seiner Jugend von aufbrausendem Temperament. 1574 verheiratete sich Bernhard II. mit Catharina von Gend aus dem Hause Wiesen bei Arnheim, die das Gut Hohenwart in die Ehe brachte. Sie starb 1590 kinderlos. 1591 verheiratete er sich wieder, und zwar mit seiner Cousine Richmod von Travelmann-Ebeling, die aus einer Erbmänner-Familie kam, die in der Hanse bereits im 14. Jahrhundert bedeutend war und u. a. den Lübecker Bürgermeister Gottfried Travelmann hervorgebracht hatte. Sie soll eine schöne, liebenswürdige und reiche Dame von damals 23 Jahren gewesen sein und schenkte ihm zehn Kinder, darunter sein Nachfolger Heinrich II. von Droste-Hülshoff. Sie gründete zusammen mit ihrer Schwägerin, der Stiftsdame Benedicta von Droste zu Hülshoff, die von Droste’sche Armenstiftung für die Bürger von Roxel und starb 1613. Im Alter von 73 Jahren heiratete Bernhard II. zum dritten Male, und zwar die kinderlose, bereits zweimal verwitwete Anna von der Heiden gen. Rinsch. Er war ein leidenschaftlicher Jäger und starb im hohen Alter von 82 Jahren.

### Wirken als Ratsherr und Bürgermeister

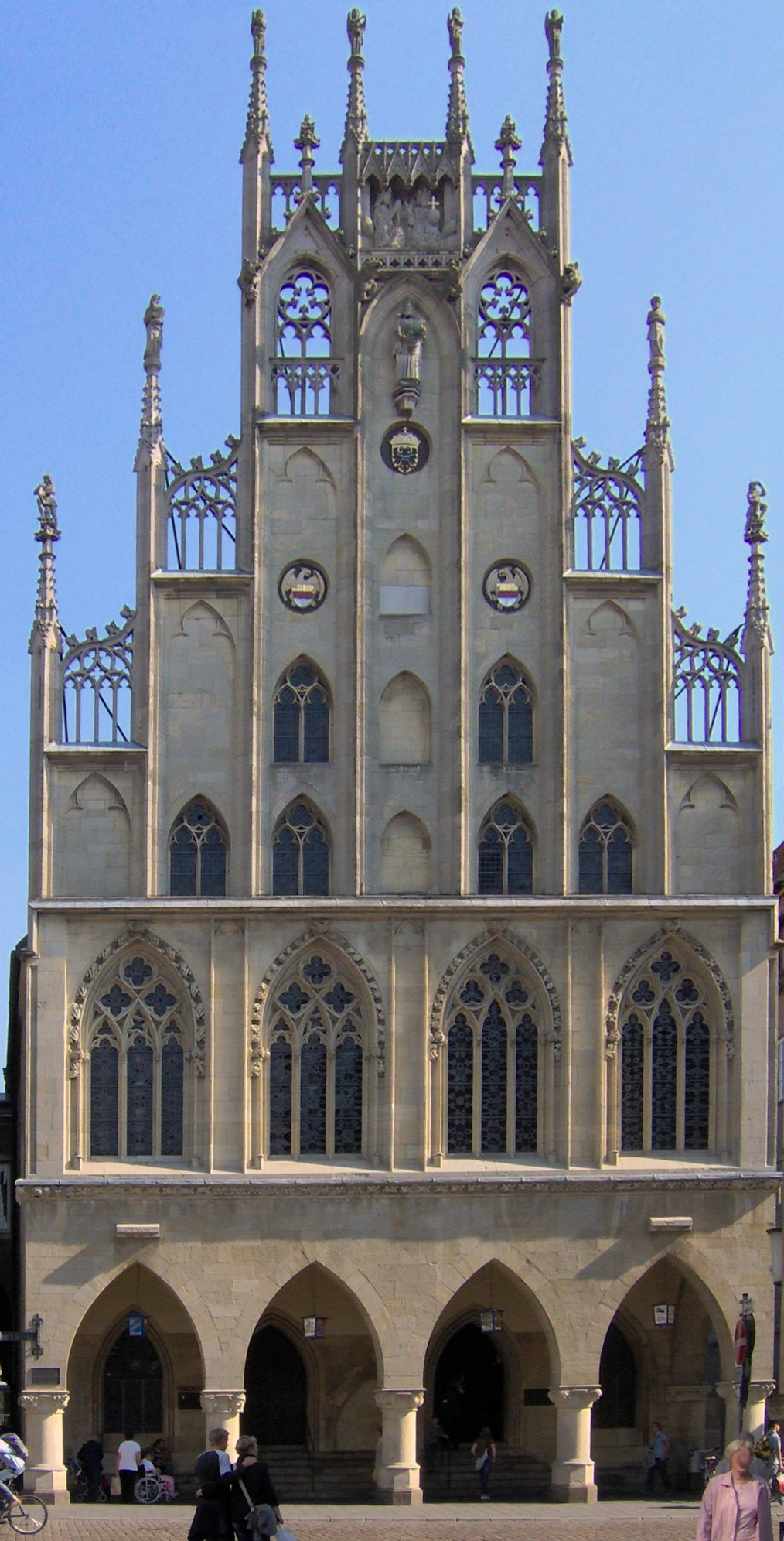
Historisches Rathaus Münster

Bernhard II. war ab 1605 nach 350 Jahren der letzte von mindestens zwölf Angehörigen der Familie Droste zu Hülshoff, die nach alter Erbmänner-Tradition Ratsämter in der Stadt Münster bekleideten, bevor sich dies durch den Erbmännerstreit – der 1597, während seines Wirkens, ausbrach – als sehr nachteilig erwies (sein Sohn Heinrich II. von Droste-Hülshoff (1597–1666) und seine Nachfolger nahmen lieber Strafen in Kauf, als die Wahl in diese Ämter anzunehmen). Als Vorgänger im Amt des Bürgermeisters aus seiner Familie sind Johann III. von Deckenbrock (1295–1349), Johann IV. Droste zu Hülshoff (1381–1446), Johann VI. Droste zu Hülshoff, Johann VII. Droste zu Hülshoff (1467–1539) und Everwin II. von Droste zu Handorf († 1535) bekannt, überdies als Kämmerer der Stadt Johann V. Droste zu Hülshoff. Bernhard II. war (wie sein Vater) 1582, 1585 und 1587 Ratsherr, 1600 Weinherr und in den langen Jahren 1605–1619 Erster Bürgermeister der Stadt Münster. Er veranlasste den Bau des Stadtweinhauses.
Zur Zeit Bernhards stand die Stadt Münster im Mittelpunkt von politischen und konfessionellen Spannungen: Das Münsterland lag im Einflussbereich des Spanisch-Niederländischen Krieges. Seine Amtszeit reichte auch bis in die Anfänge des Dreißigjährigen Krieges (1618–1648). Der Stadtrat von Münster war seit 1588 mit zwei Vertretern – neben dem Domkapitel und der Ritterschaft – an der fürstbischöflichen Regierung beteiligt, die der sog. Gegenreformation verpflichtet war. Andererseits lebten und starben nach der Niederlage des Täuferreiches von Münster (1532–1536) damals (zwei Generationen später) in der Stadt noch zahlreiche Täufer und andere Protestanten. Auch die Landstände waren damals noch weitgehend protestantisch orientiert. Im Stadtrat von Münster saßen zu dieser Zeit noch zehn protestantische Ratsherren. Die Pfarrgemeinden der Stadt jedoch waren verpflichtet, die Dekrete des Konzils von Trient auszuführen. Sie verweigerten deshalb auf Weisung des Bischofs Johann II. von Hoya als Landesherrn zunehmend jenen ein christliches Begräbnis, die sich vor ihrem Tod nicht noch zur katholischen Kirche bekannt hatten. 1587 verweigerte dies ausgerechnet der im gleichen Jahr zum Priester geweihte Everwin Droste, Dechant von St. Martini, ein Onkel des damals als Ratsherr amtierenden Bernhard II. Der Stadtrat unter Bernhards Vermittlung konnte jedoch ein Begräbnis erreichen.

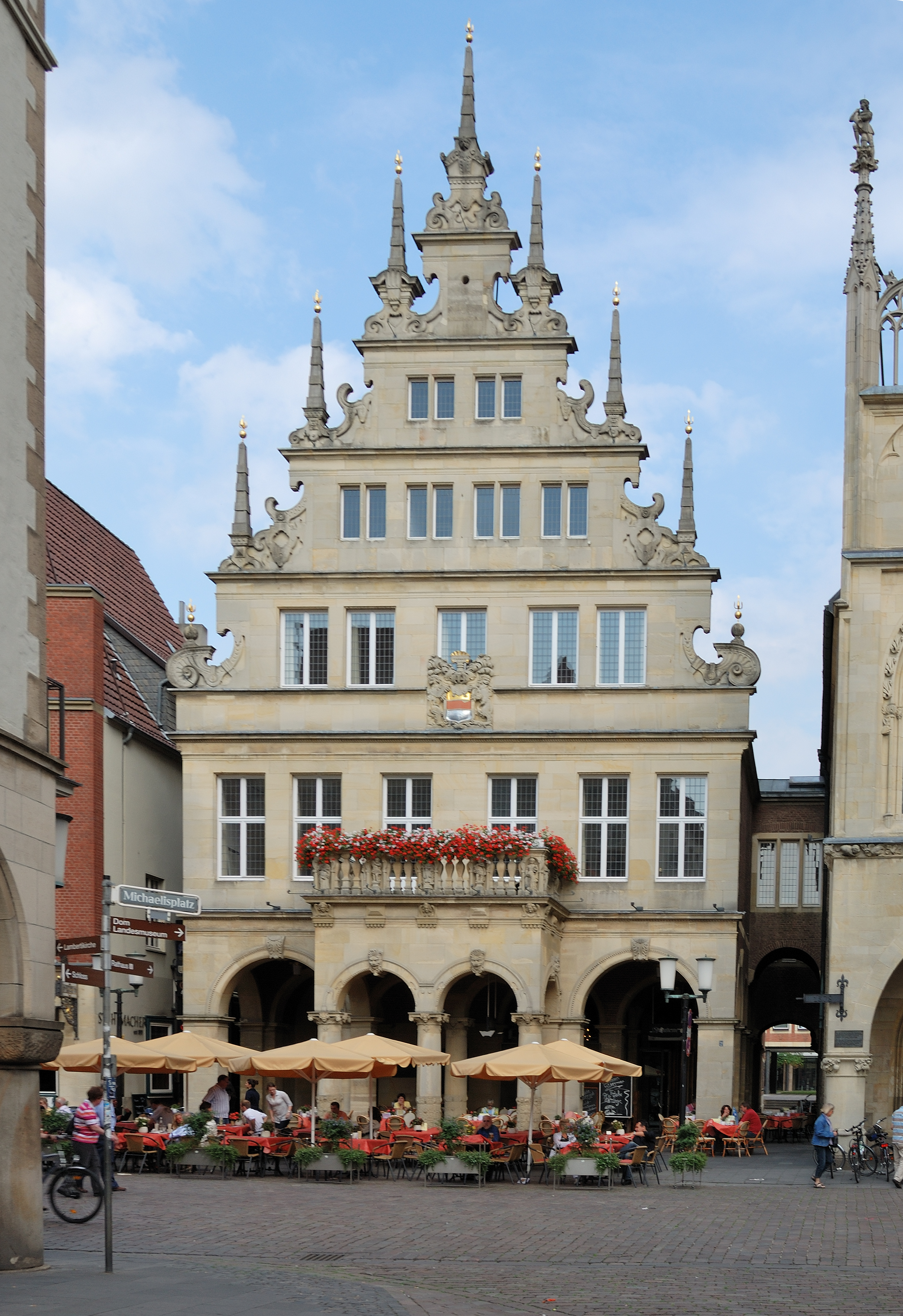
Das Stadtweinhaus Münster, erbaut unter Bernhard II.

Vor diesem Hintergrund fochten damals auch die Münster’schen Stände (Domkapitel, Adel, Städte) Rechtsstreitigkeiten untereinander aus. Bernhard appellierte 1606 wegen angeblicher Verletzung städtischer Freiheiten durch den Bischof sogar ans Reichskammergericht, worauf Kaiser Rudolf II. (HRR) die Stadt Münster dazu aufforderte, die volle geistliche und weltliche Jurisdiktion des Landesherrn, Fürstbischof Ernst von Bayern zu respektieren. Dennoch erreichte Bernhard II. – mithilfe einer großen Bürgerversammlung und der Entsendung einer städtischen Delegation zum Reichshofrat nach Prag –, dass der Kaiser sein Einschreiten bis mindestens 1620 aufschob. Bernhard II. führte in schwieriger Zeit einen Stadtrat, der auch sozial gemischt zusammengesetzt war, da längst die Gilden dort Einzug gehalten hatten; seine Politik machten damals nicht mehr nur die Erbmänner-Geschlechter unter sich aus. Bernhard II. muss über große persönliche und politische Autorität verfügt haben. Dabei mag ihm die günstige politische Tradition seiner Familie geholfen haben, die sie mit den damaligen Machtzentren verband: Einerseits waren seine Vorfahren als Lehensleute dem Fürstbischof als Landesherrn verbunden, andererseits als ehemalige Drosten dem mächtigen Domkapitel, vor allem aber hatten sie hohes Ansehen in der Stadt als Erbmännerfamilie, die seit damals 350 Jahren Schöffen, Ratsmitglieder und Bürgermeister gestellt hatte.
Dass die Ausübung solcher Ämter in den damaligen unsicheren Zeiten auch persönlichen Mut erforderten, zeigt folgende Begebenheit: Bernhard war 1588 Ratsherr, als die Domherren Bernhard von Oer und Johann von Westerholt an der Kirche St. Aegidii in Münster den Ritter des Deutschen Ordens Melchior Droste zu Senden ermordeten. Auf der Grundlage eines gerichtlichen Vergleiches (unterzeichnet durch Fürstbischof Bernhard von Raesfeld 1558) stand es der Stadt Münster zu, straffällig gewordene Geistliche bis zur Übergabe an die Gerichtsbarkeit des Bischofs gefangenzusetzen, allerdings nur in „gelinde Haft“. Bernhard II. drang in das Kapitelhaus ein und bewirkte durch sein energisches Auftreten, dass die beiden Mörder ausgeliefert wurden.

### Wirken als Gutsbesitzer

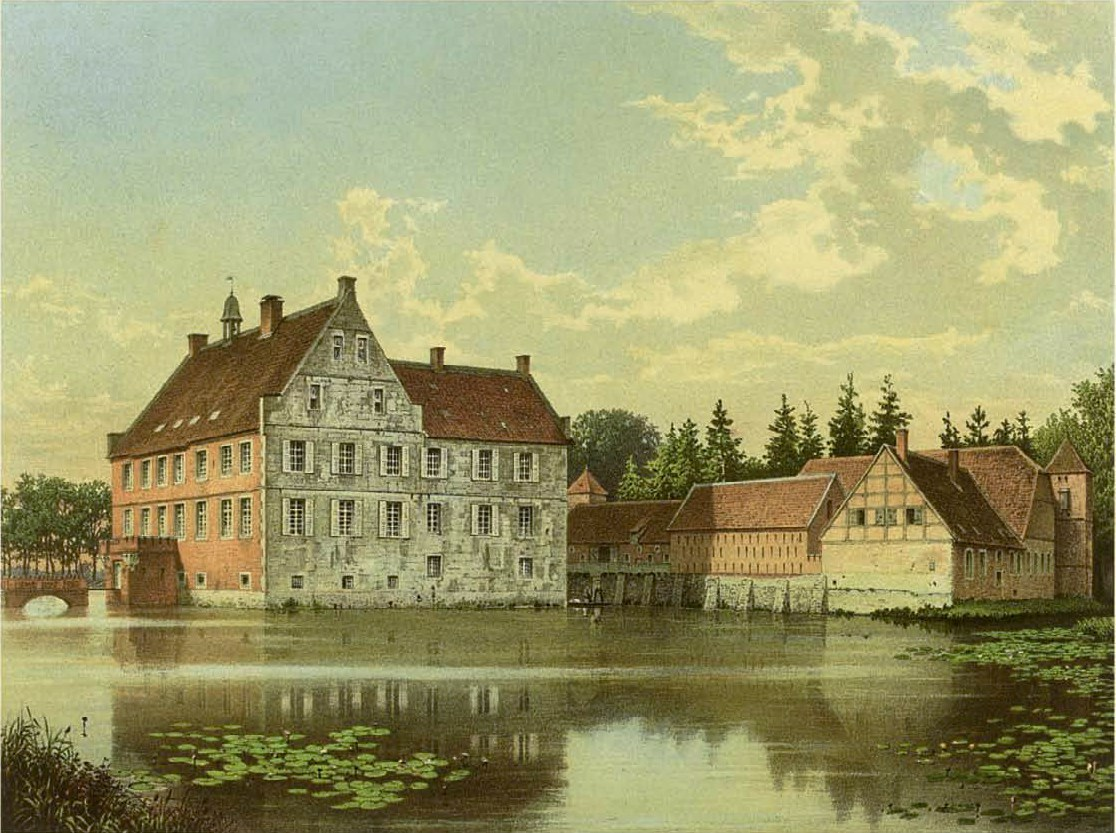
Burg Hülshoff, 19. Jahrhundert, befestigt durch Bernhard II.

Auch dank des bedeutenden Vermögens seiner zweiten Frau konnte Bernhard II. das Gut Hülshoff durch Zukäufe vergrößern, verkaufte aber das alte Stammgut der Familie, Deckenbrock bei Everswinkel. Burg Hülshoff, über deren Eingang noch sein Allianzwappen Droste-Travelmann zu sehen ist, ließ er durch neue Mauern befestigen und den westlichen sog. „alten Hundeturm“ bauen; auf dem heutigen „neuen Hundeturm“ ist noch seine Wetterfahne, ebenfalls mit den Wappen Droste-Travelmann, zu sehen (dank der Befestigungen verteidigte man sich in Hülshoff noch im 18. Jahrhundert mit 18 Mann und ebenso vielen stets geladenen Gewehren). Bernhard II. war als Gutsbesitzer ein allgemein geachteter Mann und lebte mit seinen Nachbarn in Frieden, außer einer Fehde mit den – protestantisch gewordenen – Herren von Steveninck zu Brock. Ansonsten wurde sein Rat als Vermittler gesucht, so z. B. 1590 bei der Verteilung der Einnahmen des Klosters Hohenholte. Er war auch Vorstand einer Armenstiftung.
Als erster Stammherr von Hülshoff wurde er im Chor der alten Pfarrkirche St. Pantaleon bestattet, die fortan Grablege seiner Familie wurde, nachdem noch sein Vater in der Überwasserkirche zu Münster bestattet worden war.

### Nachfahren
Bernhard II. vererbte Gut Hülshoff mit den Nebengütern und den Stadthof in Münster auf dem Honekamp an seinen ältesten Sohn Heinrich II. von Droste-Hülshoff, der sich – nach Studium und Kavalierstour u. a. durch Frankreich – mit Clara Anna von Neheim zu Niederwerries (s. Schloss Oberwerries) verheiratete und mit ihr zwölf Kinder hatte. Der damals tobende Dreißigjährige Krieg führte auch zu Spannungen in der Familie Heinrichs II.: Sein jüngerer Sohn Heinrich Droste zu Hülshoff verübte einen Mordversuch auf seinen älteren Bruder Bernhard III. von Droste-Hülshoff, den Erben von Hülshoff, den dieser überlebte. Auch Heinrich II. wurde 1626, 1627 und 1628 in den Rat der Stadt Münster gewählt, verweigerte aber die Annahme. Er war ein überzeugter Katholik, während zu dieser Zeit seine Vettern auf Möllenbeck sowie deren Nachkomme Johann Eberhard von Droste zu Zützen protestantisch geworden waren. Er stiftete erstmals eine Kapelle auf der Burg Hülshoff und verkaufte das Stadthaus an das Collegium Marianum des Jesuitenkollegs. Er vererbte den Besitz weiter an seinen Sohn Bernhard III. von Droste-Hülshoff (1634–1700). Dieser war der Ur-Ur-Urgroßvater der Dichterin Annette von Droste-Hülshoff. Die von diesem gestiftete Salvatorglocke der Kirche von St. Pantaleon in Roxel aus dem Jahr 1693 trägt noch heute dessen Wappen.
Eine Tochter, Odilia, heiratete ihren protestantisch gewordenen Vetter Everwin von Droste zu Möllenbeck, Mitglied der fruchtbringenden Gesellschaft als „Der Labende“.
Bernhard II. war übrigens ein Großonkel und Pate des Erbmanns Rudolf von der Tinnen, des Gründers der heute noch bestehenden Stiftung von der Tinnen zu Münster.